# Pablo Neruda
Pablo Neruda, s pravim imenom Ricardo Eliecer Neftalí Reyes Basoalto, čilenski pesnik in diplomat, nobelovec, * 12. julij 1904, Parral, Čile, † 23. september 1973, Santiago de Chile.
Kolumbijski pisatelj Gabriel García Márquez ga je nekoč oklical za »največjega pesnika 20. stoletja«.

## Zgodnja leta
Ricardo se je rodil v Parralu približno 350 km južno od Santiaga. Njegova mati Rosa Neftalí Basoalto Opazo je umrla dva meseca po njegovem rojstvu in kmalu se je preselil v Temuco, kjer se je njegov oče, železniški uslužbenec José del Carmen Reyes Morales, poročil s Trinidad Candia Marverde, s katero je imel že devetletnega sina Rodolfa. Skupaj z njimi je odraščala še ena Ricardova polsestra Laura, ki jo je njegov oče imel z neko drugo žensko. Ricarda so po materinem srednjem imenu klicali Neftalí.
Oče je močno nasprotoval Ricardovemu zanimanju za pisanje in književnost, vendar so ga opogumljali drugi, vključno z bodočo nobelovko Gabrielo Mistral, ki je takrat bila ravnateljica temuške dekliške šole. Pri trinajstih letih je lokalni časopis La Mañana objavil njegovo prvo delo: esej Entusiasmo y perseverancia (Navdušenje in stanovitnost). Do leta 1920, ko je po češkem pesniku Janu Nerudi prevzel psevdonim Pablo Neruda, je imel objavljenih že kar nekaj pesmi, pripovednih del in novinarskih prispevkov.

## Veinte poemas
Leta 1921 se je preselil v Santiago, da bi na tamkajšnji univerzi študiral francoščino, vendar se je kmalu popolnoma posvetil poeziji. Leta 1923 je izšla njegova pesniška zbirka Crepusculario (Knjiga o somraku), naslednjega leta pa Veinte poemas de amor y una canción desperada (Dvajset ljubezenskih pesmi in pesem o obupu), zbirka ljubezenskih pesmi, ki je postala kontroverzna zaradi erotičnosti. Obe zbirki so kritiki dobro sprejeli in sta bili prevedeni v številne jezike. V naslednjih desetletjih je bilo prodanih več milijonov izvodov Veinte poemas, ki tako velja za Nerudovo najbolj znano delo.
Čeprav je njegova priljubljenost rasla tako v Čilu kot v tujini, se kljub temu ni mogel izkopati iz revščine. Leta 1927 je tako iz obupa sprejel mesto častnega konzula v Yangonu (takrat kolonialna Burma), zatem v Colombu (Cejlon), Batavii (današnja Jakarta v Indoneziji) in Singapuru. V Indoneziji je spoznal svojo prvo ženo, nizozemsko bančno uslužbenko Maryko Antonieto Hagenaar Vogelzang. Med opravljanjem diplomatske službe je precej prebiral poezijo in se preizkušal v različnih pesniških zvrsteh. V tem času sta nastala prva zvezka zbirke Residencia en la tierra (Prebivališče na zemlji) z nekaj nadrealističnimi pesmimi, ki so kasneje postale slavne.

## Španska državljanska vojna
Po vrnitvi v Čile je najprej sprejel diplomatski položaj Buenos Airesu, zatem v Barceloni, nato pa je nasledil Gabrielo Mistral na mestu konzula v Madridu. Tam se je spoprijateljil s pesniki, kot so Rafael Alberti, Federico García Lorca in  perujski pesnik César Vallejo. V Madridu se mu je rodila tudi hči Malva Marina Trinidad, ki so jo celotno kratko življenje pestile težave z zdravjem. V tem obdobju se je odtujil od prve žene in spoznal bodočo drugo ženo, Argentinko Delio del Carril.
Izkušnja španske državljanske vojne in obdobja po njej je bila odločilna za njegovo politično usmeritev. Iz vase zazrtega individualista se je preusmeril k družbeni angažiranosti in solidarnosti ter postal zagrizen komunist. K temu je najbolj pripomogla usmrtitev Lorce ter radikalno levičarska usmeritev njegovih pesniških prijateljev ter Delie del Carril.  V govorih in zapisih je podpiral republikansko stran in izdal pesniško zbirko España en el corazón (Španija v mojem srcu). Njegova prva žena se je medtem s hčerjo preselila v Monte Carlo in ju ni nikdar več srečal.
Ko je bil leta 1938 za predsenika Čila izvoljen Pedro Aguirre Cerda, katerega je podprl tudi Neruda, je bil imenovan na mesto posebnega konzula za španske begunce v Parizu. To misijo je označil za »najbolj plemenito nalogo, kar jih je kadarkoli opravljal«. 2.000 izmed španskih beguncev, ki so v bednih razmerah živeli v francoskih begunskih taboriščih, je moral s staro ladjo Winnipeg prepeljati v Čile. Nekateri obtožujejo Nerudo, da je pri izboru dajal prednost komunistom in izključeval ostale republikance, spet drugi pa to zanikajo, češ da je osebno izbral le nekaj sto beguncev, preostale pa je izbrala komisija, ki jo je imenoval predsednik španske republikanske vlade v izgnanstvu Juan Negrín.

## Mehika
Med letoma 1940 in 1943 je opravljal službo generalnega konzula v Ciudad de México. V tem obdobju se je tudi formalno ločil od prve žene (in izvedel, da je njegova hči pri osmih letih umrla med nacistično okupacijo Nizozemske) in se poročil z Delio del Carril, s katero je živel že v Franciji. Spoprijateljil se je s stalinističnim atentatorjem Vittoriom Vidalijem. Po neuspelem poskusu atentata na Leva Trockega 24. maja 1940 je slikarju Davidu Alfaru Siqeirosu, enemu od obtožencev za poskus atentata, priskrbel čilski vizum. Siqueiros, ki je tako iz pripora lahko pobegnil v Čile in živel v Nerudovem zasebnem stanovanju, se je kasneje oddolžil, ko je več kot eno leto slikal fresko v šoli v Chillánu. Povezava s Siqueirosom je izzvala številne kritike, Neruda, ki se je že prej izgovarjal, da je izdajo čilskega vizuma zahteval mehiški predsednik Manuel Ávila Camacho, pa jih je zavračal kot »senzacionalistično literarno politično nadlegovanje«.

## Alturas de Machu Picchu
Leta 1943 je po vrnitvi v domovino najprej obiskal Peru in Machu Picchu. Lepota tega inkovskega mesta ga je spodbudila k pisanju 12-delnega romana v verzih Alturas de Machu Picchu (Višave Machu Piccha), ki ga je končal leta 1945 in nakazal začetek zavedanja in zanimanja za predkolumbovske civilizacije v Ameriki. V njem slavi dosežke inkovskih graditeljev, hkrati pa obsoja suženjstvo, ki je vse to sploh omogočilo. V zadnjem delu (Canto XII) poziva že več stoletij mrtve Inke, naj ponovno vstanejo in spregovorijo skozi njega. Martin Espada, pesnik profesor kreativnega pisanja iz Massachusettsa, je to delo slavil kot umetnino in »največjo politično pesnitev vseh časov«. 

## Neruda in stalinizem
Tako kot mnogi levičarski intelektualci tistega časa je tudi Neruda občudoval Stalinovo Sovjetsko zvezo, delno tudi zaradi njene vloge pri zlomu nacistične Nemčije (čemur je posvetil pesmi Canto a Stalingrado (1942) in Nuevo canto de amor a Stalingrado, 1943). Leta 1953 je prejel Stalinovo nagrado za mir. Ko je Stalin še istega leta je umrl, mu je posvetil odo, podobno kot je še med vojno posvetil hvalnico kubanskemu diktatorju Fulgenciu Batisti in zatem Fidelu Castru. Podobno je Lenina označil za »največjega genija našega stoletja« ter Mihaila Kalinina kot »moža plemenitega življenja«, »velikega graditelja prihodnosti« in »tovariša izpod Leninovih in Stalinovih rok«.
Ko je Hruščov leta 1956 obsodil stalinizem in kult osebnosti, se je Neruda nekoliko pokesal ognjevitega čaščenja Stalina in leta 1957 ob obisku Kitajske izjavil, da ga od kitajske revolucije ni odtujil Mao Cetung, temveč maocetungizem. Vsemu navkljub pa ni izgubil vere v komunizem. Da njegovi ideološki nasprotniki ne bi dobili primerne priložnosti, se je izognil javni obsodbi sovjetskega pregona disidentskih pisateljev Borisa Pasternaka in Josipa Brodskega (Josepha Brodskega), kar so mu zamerili tudi njegovi največji občudovalci.
Podpora stalinizmu ga je stala tudi dolgoletnega prijateljstva z mehiškim pisateljem Octaviom Pazom, s katerim sta se pričela razhajati že zaradi različnih pogledov na pakt Hitler-Stalin.

## Senator
4. marca 1945 je bil na listi Komunistične partije (uradno je pristopil k njej šele štiri mesece kasneje) izvoljen za seantorja za severni provinci Antofagasta in Tarapacá. Leta 1946 je vodil predvolilno kampanjo predsedniškega kandidata Gabriela Gonzálesa Videle, ki ga je podpirala tudi koalicija levičarskih strank. Po izvolitvi se je Videla obrnil proti Komunistični partiji. Odločilni trenutek je nastopil po komunistično vodeni stavki rudarjev v Loti oktobra 1947, kjer so stavkajoče delavce zaprli v zaporih na otokih in v koncentracijsko taborišče v Pisagui. 6. januarja 1948 je Neruda v govoru Yo accuso (obtožujem) v senatu napadel to dejanje in prebral imena vseh zaprtih delavcev ter njihovih družin.  

## Izgnanstvo
Zaradi tega govora je bil Neruda izključen iz senata, septembra 1948 so prepovedali Komunistično partijo in 26.000 njenih privržencev izbrisali iz volilnih imenikov. Neruda se je z ženo 13 mesecev skrival po različnih hišah svojih privržencev, dokler mu marca 1949 ni uspelo pobegniti čez Ande v Argentino, pri čemer bi skoraj utonil v reki Corringue. Na ta pobeg se je spomnil tudi v govoru ob podelitvi Nobelove nagrade.
V Buenos Airesu se je srečal s prijateljem in bodočim nobelovcem Miguelom Ángelom Asturiasom, ki je takrat bil gvatemalski kulturni ataše v Argentini. Ker sta bila podobne zunanjosti, je Neruda uspel z Asturiasovim potnim listom priti v Evropo. Pablo Picasso mu je pripravil prihod v Pariz, kjer se je presenetljivo pojavil na srečanju Svetovnega kongresa mirovnih sil, s čimer je demantiral trditve čilske vlade, da mu sploh ni uspelo pobegniti iz Čila. Tri leta izgnanstva je potoval po Evropi z nekaj vmesnimi potovanji v Indijo, Kitajsko in Sovjetsko zvezo. Obisk Mehike proti koncu leta 1949 je moral podaljšati zaradi vnetja žil. Zaljubil se je v bodočo tretjo ženo, čilsko pevko Matilde Urrutia, ki so jo najeli, da bi ga negovala, in je v nadaljevanju izgnanstva potovala skupaj z njim.
V Mehiki je objavil tudi ep Canto General, whitmanijanski katalog južnoameriške zgodovine, geografije, flore in favne, prepletajoč se z avtorjevimi opažanji in izkušnjami, tudi iz obdobja, ko se je v domovini moral skrivati in v katerem je napisal večino pesnitve in jo odnesel s seboj med pobegom iz države. Že mesec zatem je tudi v Čilu Komunistična partija v ilegali izdala to pesem v 5.000 izvodih. 
Leta 1952 je nekaj časa preživel tudi v vili italijanskega zgodovinarja Edwina Ceria na italijanskem otoku Capri. Leta 1994 so to bivanje upodobili v filmu Poštar.

## Vrnitev v Čile
Leta 1952 so korupcijski škandali odnesli Videlovo diktaturo. Neruda se je avgusta vrnil v Čile, sodeloval pri Allendejevi kampanji za septemberske volitve in se ponovno srečal z ženo Delio. Le ta je postopoma izvedela za razmerje z Matilde Urrutia, zato ga je leta 1955 zapustila in se preselila v Evropo. Neruda je ves čas več ali manj preživel v Čilu in se leta 1966 poročil z Matilde.
V tem času je postal slaven po vsem svetu s prevodi njegovih del v vse pomembne svetovne jezike. Vključeval se je tudi v politiko in tako obsodil ravnanje ZDA najprej v kubanski raketni krizi in kasneje še v vietnamski vojni. 
Ideološki nasprotniki so večkrat poskušali omadeževati njegovo slavo. Zveza za kulturno svobodo, ki jo je ustanovila in financirala CIA, je vodila kampanjo, v kateri je poudarjala njegovo vlogo v atentatu na Trockega leta 1940 v Mehiki. Kampanja se je še posebej zaostrila, ko je bil Neruda leta 1964 nominiran za Nobelovo nagrado (ki jo je prejel in nato zavrnil Jean-Paul Sartre). 
Leta 1966 je bil povabljen na konferenco PEN v New Yorku. Organizator konference Arthur Miller je uspel prepričati ameriške oblasti, da so mu kljub komunističnim nazorom izdale vizum za vstop v ZDA. Neruda je tako recitiral svoja dela v nabito polnih dvoranah in v Kongresni knjižnici posnel nekaj svojih pesmi. Ker je bilo na konferenci prisotnih tudi precej pisateljev iz vzhodnega bloka, je mehiški pisatelj Carlos Fuentes to konferenco označil kot »začetek konca hladne vojne«. 
Med vračanjem v Čile se je na poti ustavil v Peruju, kjer ga je sprejel predsednik Fernando Belaúnde Terry, in je recitiral navdušenim množicam v Limi in Arequipi. Ker je v tem času bila perujska vlada sprta s Fidelom Castrom, je več kot sto kubanskih intelektualcev podpisalo pismo, v katerem so obsodili Nerudov obisk Peruja in ga obtožili sodelovanja s sovražnikom. Nerudo, ki je pred tem podprl kubansko revolucijo, je to globoko prizadelo in tako ni nikdar obiskal Kube, tudi leta 1968, ko je prejel uradno vabilo, ne.
Po smrti Che Guevare leta 1967 v Boliviji je v več člankih obžaloval izgubo »velikega junaka«, zasebno pa je obsojal njegovo pustolovstvo.

## Zadnja leta
Leta 1970 je bil nominiran za predsedniškega kandidata, vendar je kandidaturo umaknil v podporo Salvadorju Allendeju, ki je na koncu tudi bil izvoljen kot prvi demokratično izvoljeni socialistični predsednik. Kmalu zatem ga je Allende imenoval za veleposlanika v Parizu.
Zaradi komunističnega prepričanja je Nobelov odbor dolgo zavračal njegove nominacije za Nobelovo nagrado za književnost. Leta 1971 jo je končno prejel. Nekateri člani odbora se zaradi hvaljenja stalinizma niso strinjali s to odločitvijo in na koncu je tako odločila beseda Arturja Lundkvista, ki je njegova dela prevajal v švedščino. Po podelitvi je na santiaškem nogometnem stadionu recitiral svoje pesmi 70.000 glavemu občinstvu, kar velja za največje v živo spremljano branje poezije do sedaj.
Leta 1973 je zaradi pešajočega zdravja (že dlje časa je bolehal za rakom na prostati) zapustil diplomatsko službo in se vrnil v domovino. Še dodatno so ga prizadeli napadi na Allendejevo vlado. V santiaški kliniki Santa Maria je umrl za levkemijo 23. septembra, 12 dni po Pinochetovem državnem udaru. Takoj po smrti sta bili razdejani dve izmed njegovih hiš, La Chascona v Santiagu in La Sebastiana v Valparaísu. Kljub temu, da je Pinochetov režim prepovedal javni pogreb, se na tisoče Čilencev ni zmenilo za policijsko uro in preplavilo ulice v pesnikovo čast in tako pogreb velja za prvi protest proti Pinochetu.
Matilde Urrutia je takoj po smrti zbrala in uredila Nerudove zapiske in s tem prišla navzkriž z režimom, ki si je prizadeval odstraniti Nerudove vplive iz čilske kolektivne zavesti in njegova dela prepovedal vse do demokratizacije leta 1990. Leta 1986 so posmrtno izšli njeni spomini Moje življenje s Pablom Nerudo. Danes sta oba pokopana v tretji Nerudovi hiši, Casa de Isla Negra južno od Valparaísa, ki so jo razdejali takoj po Pinochetovem državnem udaru in v 90. letih obnovili.